# Šlovrenc
Šlovrenc este o localitate din comuna Brda, Slovenia, cu o populație de 106 locuitori.